# نخل درانسفيلديا
نخل درانسفيلديا (الاسم العلمي: Dransfieldia micrantha)، جنس نخيل أحادي النوع من فصيلة النخلية، موطنها غرب غينيا الجديدة، تنمو في الغابات المطيرة الكثيفة. سثمي هذه الجنس على عالم النبات (تخصص نخيل) البريطاني جون درانسفيلد.